# Gare de Saint-Siméon
La gare de Saint-Siméon est une ancienne gare ferroviaire française de la ligne de Gretz-Armainvilliers à Sézanne, située sur le territoire de la commune de Saint-Siméon (département de Seine-et-Marne).

## La gare
Jusqu'en 2002, la gare était desservie par les trains du réseau Paris-Est. Elle est depuis desservie par des bus.

## Correspondances
Indépendamment des autocars Transilien P, la gare est également desservie par des bus de la ligne 29A du réseau de bus Brie et 2 Morin (arrêt La Vanne).

## Projets
La réouverture du tronçon fermé entre les gares de Coulommiers et de La Ferté-Gaucher est inscrite en phase 3 (horizon 2021-2027) du Schéma directeur de la région Île-de-France (SDRIF), adopté par délibération du Conseil régional d'Île-de-France le 25 septembre 2008.
Cependant le schéma de secteur du réseau Est et du RER E, approuvé le 16 mai 2013 par l'ex-Syndicat des transports d'Île-de-France indique Les résultats d’une étude menée par Transilien SNCF sur la réouverture Coulommiers – La Ferté Gaucher montre que les coûts d’exploitation, sans tenir compte des investissements nécessaires en termes d’infrastructure, paraissent disproportionnés par rapport au service rendu et à la population concernée, ce qui ne permet pas d'envisager la réouverture de la section de ligne à un horizon prévisible.
En 2021, des responsables politiques fertois effectuent des études de faisabilité de réouverture de la ligne. Cette étude est vue d'un bon œil par SNCF Réseau, la ligne fermée disposant d'un intérêt économique jugé notable. Les élus locaux et la communauté de communes des Deux Morin sont plus sceptiques, les premiers préférant la mise en place d'une coulée verte sur l'ancienne ligne. L'élue columérienne Laurence Picard manifeste quant à elle son opposition à la réouverture de la ligne, estimant que les lignes de bus suffisent.